# Rajd Rzeszowski 2012

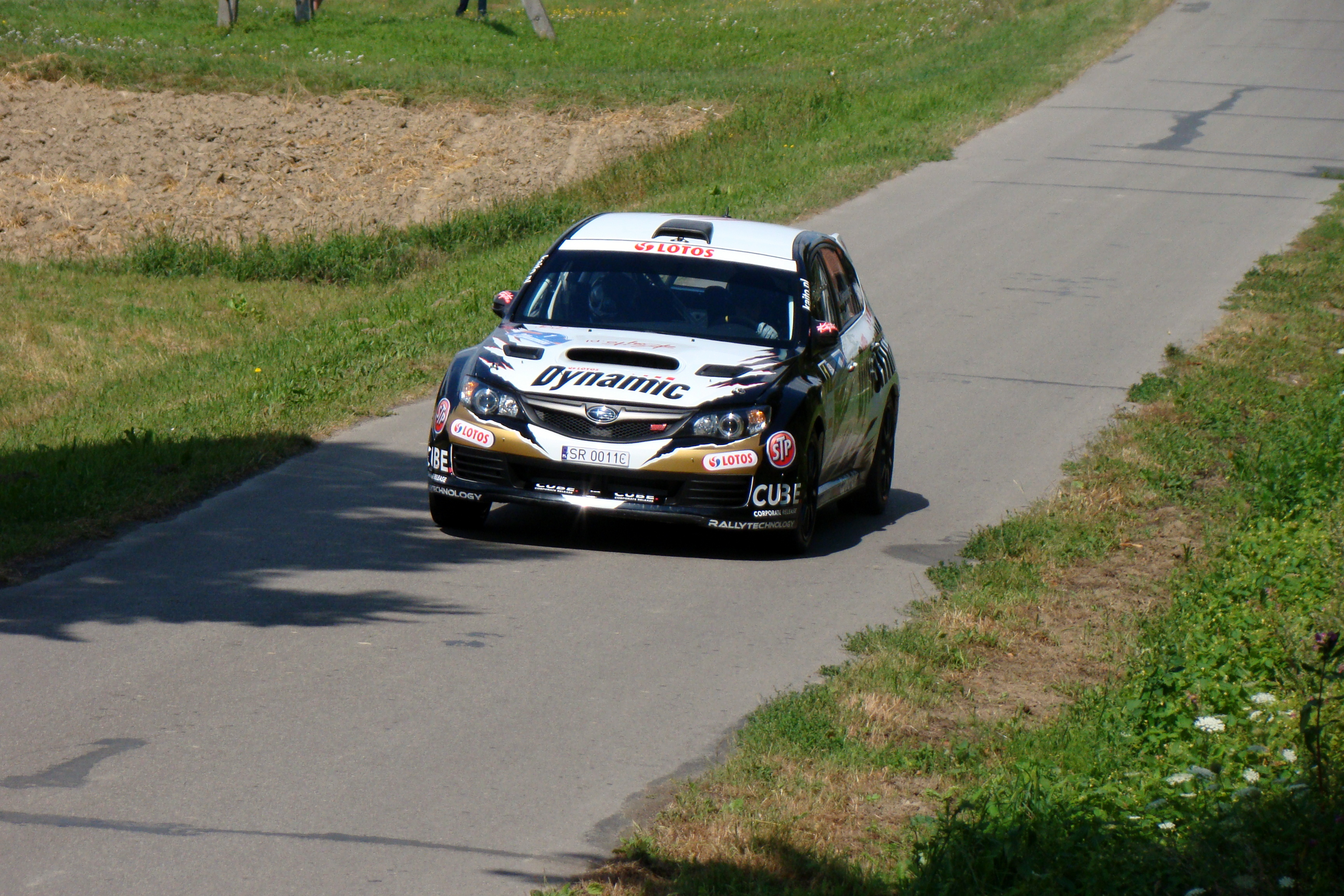
Zwycięzca rajdu Kajetan Kajetanowicz

21. Rajd Rzeszowski – 21. edycja Rajdu Rzeszowskiego. Był to rajd samochodowy rozgrywany od 9 do 11 sierpnia 2012 roku. Bazą rajdu było miasto Rzeszów. Była to czwarta runda Rajdowych Samochodowych Mistrzostw Polski w roku 2012. Rajd składał się z trzynastu odcinków specjalnych.

## Wyniki końcowe rajdu[1]
| Miejsce | Kierowca             | Pilot                 | Samochód                 | Czas      | Strata  | Grupa Klasa | Punkty |
| ------- | -------------------- | --------------------- | ------------------------ | --------- | ------- | ----------- | ------ |
| 1       | Kajetan Kajetanowicz | Jarosław Baran        | Subaru Impreza STi R4    | 1:40:34.6 | -       | 2           | 45     |
| 2       | Grzegorz Grzyb       | Daniel Siatkowski     | Peugeot 207 S2000        | 1:41:16.5 | +41.9   | 2           | 36     |
| 3       | Michał Bębenek       | Grzegorz Bębenek      | Peugeot 207 S2000        | 1:42:08.5 | +1:33.9 | 2           | 30     |
| 4       | Wojciech Chuchała    | Kamil Heller          | Subaru Impreza TMR 10    | 1:43:00.7 | +2:26.1 | 3           | 22     |
| 5       | Tomasz Kuchar        | Daniel Dymurski       | Subaru Impreza STi R4    | 1:43:45.9 | +3:11.3 | 2           | 17     |
| 6       | Tomáš Ondrej         | Adam Gomori           | Mitsubishi Lancer Evo IX | 1:45:30.4 | +4:55.8 | 3           | *      |
| 7       | Jarosław Kołtun      | Ireneusz Pleskot      | Ford Fiesta S2000        | 1:46:18.8 | +5:44.2 | 2           | 13     |
| 8       | Laurent Viana        | Isabelle Galmiche     | Citroën C4 WRC           | 1:47:21.7 | +6:47.1 | 11          | *      |
| 9       | Mariusz Nowocień     | Bartłomiej Jakubowski | Mitsubishi Lancer Evo X  | 1:47:37.3 | +7:02.7 | 3           | 10     |
| 10      | Szymon Kornicki      | Robert Hundla         | Citroën DS3 R3T          | 1:47:46.9 | +7:12.3 | 5           | 7      |
| 11      | Jan Chmielewski      | Jakub Gerber          | Citroën DS3 R3T          | 1:48:03.7 | +7:29.1 | 5           | 7      |
| 12      | Maciej Rzeźnik       | Przemysław Mazur      | Peugeot 207 S2000        | 1:48:04.1 | +7:29.5 | 2           | 8      |

1. 1 2  Nieliczony w klasyfikacji RSMP